# Virtual Boy
O Virtual Boy é um console portátil projetado por Gunpei Yokoi (pai de criações famosas como Game & Watch e Game Boy), que foi lançado em agosto de 1995 e se tornou o maior fracasso da Nintendo. Com um processador de 32 bits (o primeiro portátil da história a apresentar tal processador, seis anos antes do Game Boy Advance) e duas telas no formato de um óculos apoiado sobre um tripé, o portátil oferecia gráficos 3D, em uma tentativa de se aproveitar da moda de "realidade virtual" que assolava o mundo na época. Por isso, alguns nintendistas consideram o Virtual Boy um console "portátil".
O principal problema do Virtual Boy estava justamente em tentar revolucionar em uma época em que ainda não era possível. Para que o console fosse barato, o Virtual Boy teria de ser feito de modo a apresentar apenas 2 cores (vermelho e preto), já que um visor colorido poderia custar 3 vezes mais, mas, mesmo assim, o seu efeito 3D não era tão poderoso quanto prometiam. Além disto, o console se dizia um portátil, mas apenas poderia ser jogado apoiado sobre uma mesa. O preço inicial era de US$179,95 e cada jogo custava em torno de US$40,00. Era um preço alto para um aparelho monocromático de duas cores com uma pequena quantidade de jogos produzida, e de qualidade muito inferior aos jogos que eram produzidos para o Super Nintendo, por exemplo.
Para piorar a situação, o Virtual Boy causava dores de cabeça em quem jogava por um tempo muito longo. A própria Nintendo recomendava um descanso a cada 15-30 minutos, para evitar enxaquecas. Ademais, boa parte dos jogos lançados vinham com a opção de pausa automática (autopause) para lembrar os jogadores de descansar. Crianças com menos de 7 anos não podiam jogar, pois poderia atrapalhar o desenvolvimento dos olhos.
Prometendo mais do que conseguia cumprir, o aparelho teve pouca aceitação no mercado, deixando de ser fabricado pouco mais de um ano depois de seu lançamento. Com apenas alguns poucos jogos, a empresa simplesmente liquidou os estoques e o produto ficou esquecido por um tempo, porém ainda foi relembrado em jogos do 3DS como "Praça Mii" e "Nintendo Badge Arcade".